# Bennie Goldin
Benjamin "Bennie" Goldin QC (5 de agosto de 1918 - 2003) foi um advogado e juiz do Zimbábue nascido na África do Sul. Ele foi juiz do Supremo Tribunal do Zimbábue de 1980 a 1981. Anteriormente, atuou no Supremo Tribunal da Rodésia de 1964 a 1980. Nascido na Cidade do Cabo, ele imigrou para a Rodésia após a Segunda Guerra Mundial e depois retornou em 1981 para a África do Sul, onde trabalhou como juiz em Transkei.

## Juventude, educação e serviço militar
Goldin nasceu em Cidade do Cabo, África do Sul, em 5 de agosto de 1918 (outras fontes colocaram o seu ano de nascimento em 1916 ou 1919). Ele frequentou escolas na Cidade do Cabo antes de se matricular na Universidade da Cidade do Cabo, onde recebeu o seu Bacharel em Artes e Bacharel em Direito. Ele entrou para a Força de Defesa da União da África do Sul durante a Segunda Guerra Mundial, servindo na Itália e no norte de África.

## Carreira jurídica
Após a desmobilização, Goldin emigrou da África do Sul para a Rodésia do Sul. Lá, foi qualificado a barrister na capital, Salisbury, e começou a praticar advocacia. Tornou-se juiz em 1960, na Rodésia do Sul. Em 1962, ele foi nomeado para o circuito de apelo de pensões militares do Sul da Rodésia. Além disso, ele foi líder da barra rodesiana de 1962 a 1965. Ele serviu tanto no Tribunal de Valorização quanto no Circuito de Apelo das Pensões Militares até 1964, quando se tornou juiz do Supremo Tribunal da Rodésia.
Como todo o judiciário rodesiano, Goldin enfrentou um dilema em relação à ilegalidade da Declaração Unilateral de Independência (UDI) da Rodésia em 1965. Mais tarde, escreveu sobre a experiência dos juízes rodesianos (incluindo ele próprio): "Quando confrontados com uma probabilidade distinta de uma declaração de independência, eles estavam obviamente preocupados com isso como juízes e cidadãos". Embora Goldin tivesse boas relações tanto com o governador Humphrey Gibbs quanto com o juiz Hugh Beadle, ele discordou veementemente do eventual reconhecimento de Beadle das alegações de soberania do governo rodesiano. Em 1973, Goldin ouviu o apelo de Peter Niesewand, um jornalista rodesiano condenado por "revelar segredos oficiais". A Suprema Corte reverteu a sua condenação, com Goldin e o juiz Hector Macdonald concordando com a opinião escrita pelo presidente da Suprema Corte Beadle.
O governo branco rodesiano terminou com a independência do Zimbábue em abril de 1980. Em 8 de maio de 1980, Goldin foi nomeado, com efectivação imediata, para a Suprema Corte do Zimbábue, que substituiu a Alta Corte da Rodésia. Ele sentou-se na Suprema Corte até 1981, quando se aposentou e voltou para a África do Sul. Lá, ele se tornou juiz do Supremo Tribunal de Transkei, um dos bantustões, ou "estados" não reconhecidos dentro da África do Sul estabelecidos para os habitantes negros. Ele morreu em 2003.

## Vida pessoal e honras
Goldin era judeu. Ele e a sua esposa, Hancy, moravam em Salisbury (hoje Harare), onde eram membros ativos da sua sinagoga. Eles viveram em Que Que (hoje Kwekwe) por um tempo, e estavam também ativos na congregação judaica.
Goldin foi premiado com o Queen's Counsel, um honorífico para advogados. Em 1990, ele publicou um livro, O Juiz, o Príncipe e o Usurpador - da UDI ao Zimbábue.